# Orectis proboscidata
Orectis proboscidata — вид лускокрилих комах з родини еребід (Erebidae). Поширений у Південній, Центральній та Східній Європі.